# Diakonie Sachsen
Die Diakonie Sachsen, auch Diakonisches Werk Sachsen oder Diakonisches Werk der Evangelisch-Lutherischen (Ev.-Luth.) Landeskirche Sachsens e. V., ist der Wohlfahrtsverband der Evangelisch-Lutherischen Landeskirche Sachsens. Als einer der Spitzenverbände der freien Wohlfahrtspflege werden von den einzelnen Mitgliedseinrichtungen viele soziale Aufgaben wahrgenommen.
Da landeskirchliche und politische Grenzen im Freistaat Sachsen nicht übereinstimmen, sind in Sachsen auch noch das Diakonische Werk Berlin-Brandenburg schlesische Oberlausitz sowie das Diakonische Werk Mitteldeutschland aktiv.

## Struktur
Die Verwaltung des Diakonischen Werk erfolgt über das Diakonische Amt der Evangelisch-Lutherischen Landeskirche Sachsens, das sich im sächsischen Radebeul-Niederlößnitz in der Oberen Bergstraße 1 befindet. Das Diakonische Amt vertritt die sächsische Diakonie in der Liga der Freien Wohlfahrtspflege in Sachsen.
Die Diakonische Arbeit erfolgt durch das Handeln von über 22.000 Mitarbeitenden sowie zahllosen Freiwilligen, die sich als „handelnde Kirche“ in rund 1.800 Einrichtungen, Diensten und Beratungsstellen zusammenfinden.
Die Diakonie „vor Ort“ wird von etwa 148 juristischen Mitgliedern geleistet, darunter sind:
- Stadtmissionen
- Diakonische Werke in Kirchenbezirken
- regionale Diakoniewerke

Diese betreiben etwa:
- 113 Alten- und Pflegeheime
- 102 Sozialstationen
- 57 Wohnheime für Menschen mit Behinderungen und chronisch psychisch Kranke
- 34 Werkstätten für Menschen mit Behinderungen und 16 Förder- und Betreuungsgruppen
- 246 Kindertageseinrichtungen
- 58 Heime und Wohngruppen für Kinder und Jugendliche
- über 250 Beratungsstellen
- 13 Krankenhäuser und Rehabilitationskliniken
- 17 ambulante Hospizdienste
- 2 stationäre Hospize

## Geschichte
Als Innere Mission wurde die Diakonie 1867 als erster der heutigen sächsischen Wohlfahrtsverbände gegründet.
Die Innere Mission und das Evangelische Hilfswerk schlossen sich 1990 zum Diakonischen Werk der Evangelisch-Lutherischen Landeskirche Sachsens zusammen.